# Urbasolar
Urbasolar est une entreprise basée à Montpellier qui commercialise des centrales solaires photovoltaïques. 
Depuis 2019, elle fait partie du groupe suisse Axpo.

## Histoire
L'entreprise est fondée en 2006. En 2018, elle est admise dans un programme de Bpifrance destiné à la promotion des ETI.
La PME a été rachetée en 2019 par Axpo, producteur et distributeur d'électricité suisse, détenteur ou gestionnaire d'installations hydroélectriques et de biomasse-énergie, qui avait déjà racheté en 2015 le développeur éolien allemand Volkswind (en). Urbasolar estime que l'opération confortera son rôle dans le marché européen du photovoltaïque et Axpo agrandit ainsi ses actifs dans le domaine des énergies renouvelables.

## Activités
L'entreprise, dont le siège social est basé à Montpellier, développe, construit et exploite des centrales solaires photovoltaïques. Outre la France, l'entreprise est engagée sur des projets photovoltaïques au Kazakhstan depuis 2012, au Sénégal et au Burkina Faso.

## Gouvernance
En 2013, Urbasolar a le fonds Omnes Capital parmi ses actionnaires. Depuis 2019 et le rachat par la société suisse Axpo, Urbasolar en est une filiale à 100%.